# Производство бананов в Исландии

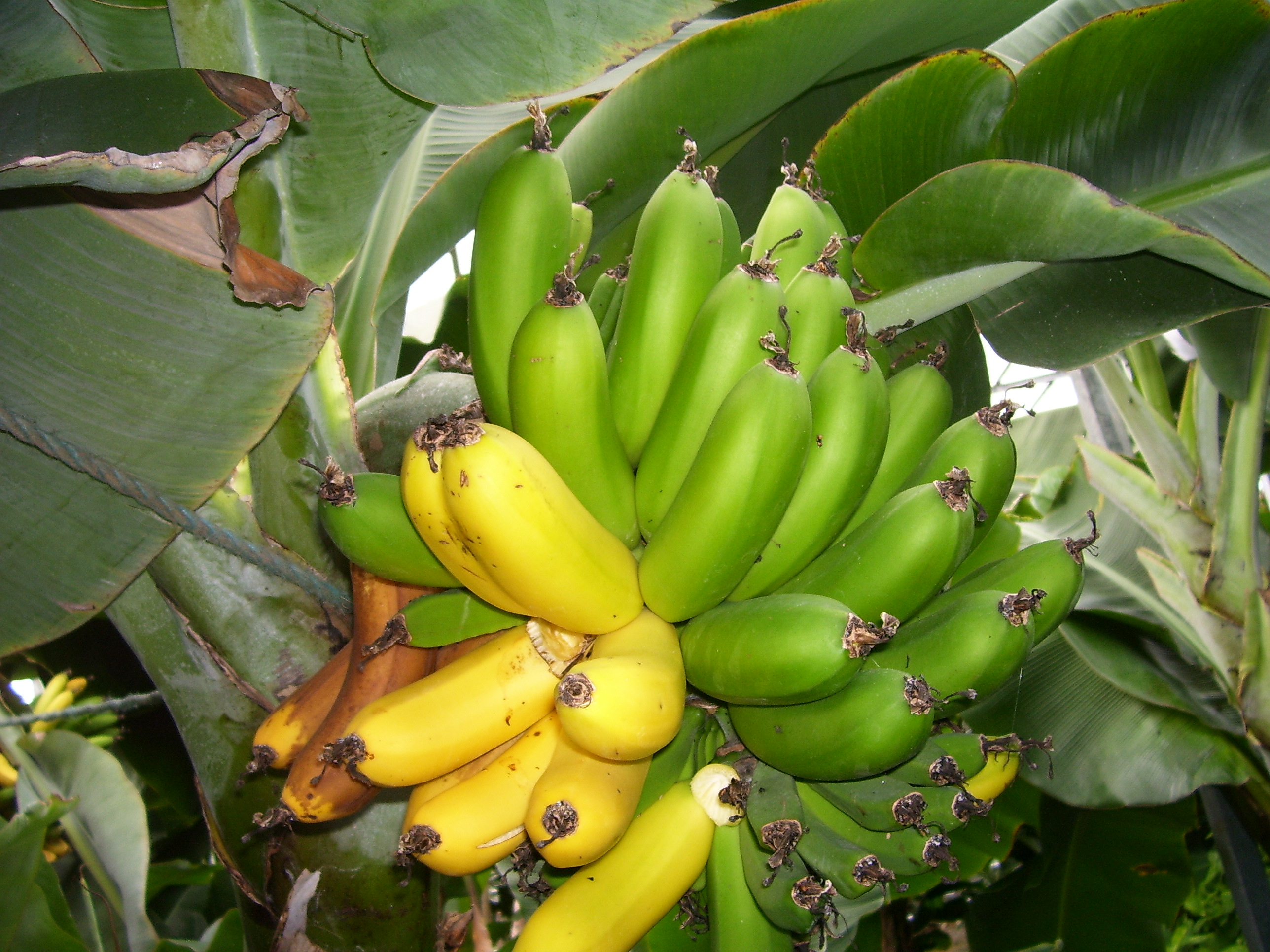
Бананы исландского производства.

Производство бананов в Исландии — реально существовавшая непродолжительное время отрасль исландской экономики, ныне превратившаяся в городскую легенду.

## История
Хотя основой экономики Исландии традиционно считаются рыболовство, туризм и производство алюминия, производство овощей и фруктов в теплицах является растущим сектором экономики. С определённого времени в исландских теплицах стали выращивать также бананы. Первые попытки выращивания бананов в Исландии относятся к 1930 году. После Второй мировой войны сочетание дешёвой геотермальной энергии, которая недавно (на тот момент) стала доступной, и высоких цен на импортные фрукты привело к строительству ряда теплиц, где с 1945 года имело место коммерческое выращивание бананов, продолжавшееся до конца 1958 или, возможно, 1959 года. В 1960 году правительство отменило импортные пошлины на фрукты. Вследствие этого на внутреннем рынке выращенные бананы были не в состоянии более конкурировать с импортными и вскоре исчезли с рынка[уточнить]. 
Начавшийся в октябре 1973 года топливно-энергетический кризис привёл к росту мировых цен на нефть и нефтепродукты и повысил заинтересованность в зависимой от импорта энергоносителей Исландии в расширении использования геотермальной энергетики. В это время выращивание бананов продолжалось - в обогреваемых геотермальными водами теплицах крупного тепличного хозяйства в Хверагеди (вместе с виноградом, дынями, овощами и цветами).
Выращивание в Исландии бананов было процессом намного более медленным, чем в тропических странах, из-за низкого уровня света: исландским бананам требовалось два года, чтобы созреть, тогда как в районе экватора они созревают за несколько месяцев.

## Миф
Городская легенда, согласно которой Исландия в настоящее время является крупнейшим в Европе производителем и/или экспортёром бананов, была распространена различными книгами, а также средствами массовой информации. Об этом было упомянуто, например, в эпизоде викторины QI британского телеканала BBC и затем на форуме, связанном с этим шоу. Однако, по данным статистики ФАО, крупнейшим европейским производителем бананов является (и была в течение десятилетий) Испания, занимая около 90% от общего объёма их производства в Европе (хотя оно в основном сосредоточено на Канарских островах, лежащих у берегов Африки). Другие страны-производители бананов в Европе — Португалия, Греция, Италия и  Кипр.
Таким образом, хотя очень небольшое количество бананов по-прежнему выращивается в исландских теплицах и плодоносит каждый год, Исландия импортирует практически все бананы, потребляемые в стране — их импорт в 2009 году составлял свыше 18 кг на душу населения. Аграрный университет Исландии содержит последнюю в стране ферму с 600–700 банановыми культурами в её тропической оранжерее, полученными в качестве пожертвований от бывших производителей бананов, когда они закрывали свои теплицы. Бананы выращиваются и потребляются студентами и сотрудниками университета и не поступают в продажу.